# Disphragis spectra
Disphragis spectra är en fjärilsart som beskrevs av William Schaus 1911. Disphragis spectra ingår i släktet Disphragis och familjen tandspinnare. Inga underarter finns listade i Catalogue of Life.